# Ньюман, Барнетт
Ба́рнетт Нью́ман, также Нью́мен (англ. Barnett Newman; 29 января 1905, Нью-Йорк — 4 июля 1970, Нью-Йорк) — американский художник, видный представитель абстрактного экспрессионизма.

## Жизнь и творчество
Ньюмен родился в семье еврейских эмигрантов из Польши. После обучения живописи в Художественной студенческой лиге (Art Students League) у Дункана Смита и Джона Слоана сумел лишь с 1937 года целиком посвятить себя искусству. Вначале работал в манере автоматизма, создав в 1944—1945 годах серию каллиграфически-сюрреалистских рисунков и основав 3 годами позже совместно с Марком Ротко, Уильямом Базиотисом и Робертом Мазервеллом художественную школу. В это время художник пишет свои абстрактно-экспрессионистские полотна.
Только в 1950 году Барнетт Ньюмен организует свою первую персональную выставку, которая была встречена уничтожающей критикой. После этого художник делает 8-летнюю паузу, которую посвятил развитию своего мастерства. Результатом стала ретроспектива его работ в 1958 году, которую он представил общественности. Его картины представляют собой в большинстве одноцветные поверхности, как бы «прошитые» контрастирующими основному тону цветными линиями.
Все свои ранние работы (сделанные за сорок лет жизни) Ньюман уничтожил. За оставшуюся карьеру он создал 120 работ, получил признание как один из выдающихся художников Америки только в 60 лет.
Ньюмана называли образцом высокого модернизма, предшественником минимализма, экзистенциалистом и духовным художником, черпающим вдохновение в еврейском мистицизме. Сам Ньюман заявил в 1947 году, когда пришел к зрелому стилю, что любое искусство, достойное своего имени, должно обращаться к «жизни», «человеку», «природе», «смерти» и «трагедии». Ньюман всегда настаивал на богатом эмоциональном содержании своей работы, хотя при жизни его творчество вызывало непонимание и обвинения в «пустоте». Однажды Ньюман напечатал и приклеил на стене галереи инструкцию, призывавшую посетителей стать на очень близком расстоянии к его холстам. Он считал, что вблизи его работы способны вызвать в людях чувство самосознания.

## Избранные работы
- «Заповедь», 1946—1947, Нью-Йорк, частное собрание
- «Пропасть Эвклида», 1946—1947, Мериден, Коннектикут, частное собрание
- «Муж героический и возвышенный», 1950—1951
- «Голос огня», 1967, Оттава, Национальная галерея Канады.
- «Полночная синева», 1970, собрание художника.
- «Единство I», 1948, Нью-Йорк, Музей современного искусства
- «Дикое», 1950, Нью-Йорк, Музей современного искусства
- Кто боится красного, жёлтого и синего I, II, III, IV, 1966—1970